# Villayerno Morquillas
Villayerno Morquillas é um município da Espanha na província de Burgos, comunidade autónoma de Castela e Leão, de área 9,15 km² com população de 191 habitantes (2004) e densidade populacional de 20,87 hab/km².

## Demografia
| Variação demográfica do município entre 1991 e 2004 | Variação demográfica do município entre 1991 e 2004 | Variação demográfica do município entre 1991 e 2004 | Variação demográfica do município entre 1991 e 2004 |
| --------------------------------------------------- | --------------------------------------------------- | --------------------------------------------------- | --------------------------------------------------- |
| 1991                                                | 1996                                                | 2001                                                | 2004                                                |
| 132                                                 | 141                                                 | 185                                                 | 191                                                 |